# Liste des Premiers ministres de Victoria
Liste des Premiers ministres de l'État du Victoria, en Australie.

## Liste des Premiers ministres
| Premier ministre      | Parti            | Prise de fonction | Portrait |
| --------------------- | ---------------- | ----------------- | -------- |
| William Haines        |                  | 30 novembre 1855  |          |
| John O'Shanassy       |                  | 11 mars 1857      |          |
| William Haines        |                  | 29 avril 1857     |          |
| John O'Shanassy       |                  | 10 mars 1858      |          |
| William Nicholson     |                  | 27 octobre 1859   |          |
| Richard Heales        |                  | 26 novembre 1860  |          |
| John O'Shanassy       |                  | 14 novembre 1861  |          |
| James McCulloch       |                  | 27 juin 1863      |          |
| Charles Sladen        |                  | 6 mai 1868        |          |
| James McCulloch       |                  | 11 juillet 1868   |          |
| John MacPherson       |                  | 20 septembre 1869 |          |
| James McCulloch       |                  | 9 avril 1870      |          |
| Charles Gavan Duffy   |                  | 19 juin 1871      |          |
| James Francis         |                  | 10 juin 1872      |          |
| George Kerferd        |                  | 31 juillet 1874   |          |
| Graham Berry          | Libéral          | 7 août 1875       |          |
| James McCulloch       |                  | 20 octobre 1875   |          |
| Graham Berry          | Libéral          | 21 mai 1877       |          |
| James Service         |                  | 5 mars 1880       |          |
| Graham Berry          | Libéral          | 3 août 1880       |          |
| Bryan O'Loghlen       |                  | 9 juillet 1881    |          |
| James Service         |                  | 8 mars 1883       |          |
| Duncan Gillies        | Conservateur     | 18 février 1886   |          |
| James Munro           | Conservateur     | 5 novembre 1890   |          |
| William Shiels        | Libéral          | 16 février 1892   |          |
| James Patterson       | Conservateur     | 23 janvier 1893   |          |
| George Turner         | Libéral          | 27 septembre 1894 |          |
| Allan McLean          | Libéral          | 5 décembre 1899   |          |
| Sir George Turner     | Libéral          | 19 novembre 1900  |          |
| Alexander Peacock     | Libéral          | 12 février 1901   |          |
| William Irvine        | Réformateur      | 10 juin 1902      |          |
| Thomas Bent           | Réformateur      | 16 février 1904   |          |
| John Murray           | Comwlth Liberal  | 8 janvier 1909    |          |
| William Watt          | Comwlth Liberal  | 18 mai 1912       |          |
| George Elmslie        | Travailliste     | 9 décembre 1913   |          |
| William Watt          | Comwlth Liberal  | 22 décembre 1913  |          |
| Alexander Peacock     | Comwlth Liberal  | 18 juin 1914      |          |
| John Bowser           | Nationaliste     | 29 novembre 1917  |          |
| Harry Lawson          | Nationaliste     | 21 mars 1918      |          |
| Alexander Peacock     | Nationaliste     | 28 avril 1924     |          |
| George Prendergast    | Travailliste     | 18 juillet 1924   |          |
| John Allan            | Country Party    | 18 novembre 1924  |          |
| Edmond Hogan          | Travailliste     | 20 mai 1927       |          |
| Sir William McPherson | Nationaliste     | 22 novembre 1928  |          |
| Edmond Hogan          | Travailliste     | 12 décembre 1929  |          |
| Sir Stanley Argyle    | United Australia | 19 mai 1932       |          |
| Albert Dunstan        | Country Party    | 2 avril 1935      |          |
| John Cain I           | Travailliste     | 14 septembre 1943 |          |
| Albert Dunstan        | Country Party    | 18 septembre 1943 |          |
| Ian MacFarlan         | Libéral          | 2 octobre 1945    |          |
| John Cain I           | Travailliste     | 21 novembre 1945  |          |
| Thomas Hollway        | Libéral          | 20 novembre 1947  |          |
| John McDonald         | Country Party    | 27 juin 1950      |          |
| Thomas Hollway        | Electoral Reform | 28 octobre 1952   |          |
| John McDonald         | Country Party    | 31 octobre 1952   |          |
| John Cain I           | Travailliste     | 17 décembre 1952  |          |
| Sir Henry Bolte       | Libéral          | 7 juin 1955       |          |
| Rupert Hamer          | Libéral          | 23 août 1972      |          |
| Lindsay Thompson      | Libéral          | 5 juin 1981       |          |
| John Cain II          | Travailliste     | 8 avril 1982      |          |
| Joan Kirner           | Travailliste     | 9 août 1990       |          |
| Jeff Kennett          | Libéral          | 6 octobre 1992    |          |
| Steve Bracks          | Travailliste     | 19 octobre 1999   |          |
| John Brumby           | Travailliste     | 30 juillet 2007   |          |
| Ted Baillieu          | Libéral          | 2 décembre 2010   |          |
| Denis Napthine        | Libéral          | 6 mars 2013       |          |
| Daniel Andrews        | Travailliste     | 4 décembre 2014   |          |
| Jacinta Allan         | Travailliste     | 27 septembre 2023 |          |